# Панг Шенг Ђуен
Панг Шенг Ђуен (кин: 庞胜军; пинјин: Páng Shèng Jūn; Сингапур, 4. септембар 1992) сингапурски је пливач чија специјалност су трке мешовитим и слободним стилом на дужим деоницама.

## Спортска каријера
Панг је на међународној сцени дебитовао као седамнаестогодишњак, 2009. на Играма Југоисточне Азије у Вијентијану. У наредном периоду углавном се фокусирао на наступе на такмичењима за светски куп, на којима је освојио и прву медаљу у каријери, бронзу на 1500 слободно 2011. године. 
На Азијским играма 2014. у корејском Инчону освојио је бронзану медаљу као члан сингапурске штафете на 4×200 слободно. Дебитантски наступ на светским првенствима „уписао” је у Казању 2015. где је наступио у две дисциплине, 400 мешовито (38. место) и 4×100 слободно (28. место). Пропустио је светско првенство у Будимпешти 2017, а други наступ на првенствима света имао је у Квангџуу 2019. где се такмичио у обе појединачне мешовите дисциплине — на деоници од 200 метара заузео је 35, док је на 400 метара укупно био на 31. месту у квалификацијама. 